# Baude Cordier
Baude Cordier (nascut a Reims el 1364 — mort abans de 1440, actiu de 1378 a 1395) va ser un compositor francès representant de l'Ars subtilior francesa.

## Informació biogràfica
Baude Cordier va ser un compositor de finals del segle XIV i principis del XV, contemporani de Jean Tapissier, el seu amic i col·lega, Johannes Carmen, i Johannes Cesaris. Va estar actiu entre la mort de Guillaume de Machaut (1377) i la maduresa de Guillaume Dufay.
Se sap poca cosa d'aquest músic. Craig Wright el presenta hipotèticament com el pseudònim professional de Baude Fresnel. El terme "cordier" és el nom de l'arpista. Des del 10 de gener de 1384, va estar al servei de Felip II l'Ardit, duc de Borgonya. També era organista i se l'anomenava "Maistre", una indicació que era un mestre de les arts. Va ser a Milà i Avinyó amb el duc el 1391, i després de nou a Avinyó el 1395 (l'any del seu matrimoni).
Un dels únics elements de la seva vida es coneix del manuscrit que porta el cànon "Tout par compas su composé" i dels quatre rondeaux que l'envolten: és conegut des de Reims "fins a Roma", En la seva forma, aquesta obra suggereix una influència italiana, la de la caccia.

## Obres
Baude Cordier és un compositor de transició entre l'ars subtilior, amb la seva escriptura complexa, particularment rítmica, i l'estil més simple característic de l'estil posterior de Guillaume Dufay i Gilles Binchois, amb l'ús de l'estil imitatiu. Els "accents de la seva música sovint tenen un caràcter més italià que francès".
La majoria de les seves obres musicals es troben al Còdex Chantilly, però es van afegir posteriorment. El manuscrit conté una important col·lecció de música d'ars subtilior.

## Obra
Baude Cordier és un compositor en transició entre l'ars subtilior, amb la seva escriptura complexa, particularment rítmica, i l'estil més simple característic del futur estil de Guillaume Dufay i Gilles Binchois, amb l'ús de l'estil imitatiu[6]. Els "accents de la seva música sovint tenen un caràcter més italià que francès".
Part de la seva música és notable per la seva notació. La música del rondeau Belle, bonne et sage es presenta en un pentagrama en forma de cor (i presenta l'acròstic del seu nom), mentre que el cànon Tout par compas està anotat en un pentagrama circular.
La seva música era ben coneguda a Itàlia, ja que algunes de les seves obres s'han trobat en manuscrits del nord d'Itàlia. Es conserven onze obres, incloent-hi nou rondeaux a tres veus.
- Rondeaux : 
  - Belle, bonne, sage, plaisant, à 3 veus (Codex Chantilly, foli 11v)
  - Tout par compas suy composés, canon à 3 veus  (Codex Chantilly, foli 12)
  - Ce jour de l'an que maint, à 3 veus
  - Je suy celuy qui veul, à 3 veus
  - Pour le deffault du noble dieu Bachus, à 3 veus
  - Que vaut avoir qui ne vit, à 3 veus
  - Tant ay de plaisir et de desplaisance, à 3 veus
  - Amans, amés secretement, à 3 veus
  - Se cuer d'amant par soy, à 3 veus  (Bolonya I-Bc, Codex Q15)
- Dame excellent ou sont bonté, ballade à 4 veus
- Gloria moviment de missa en tres parts (F-APT 16bis i I-Bc Q15) acompanyat del Credo de Tapissier als manuscrits. L'amen és diferent a les dues fonts sfn|Grove|2001.

## Edició moderna
- Música de principis del segle XV, ed. Gilbert Reaney, Corpus mensurabilis musicæ, xi/1 (1955).